# にじさんじ
にじさんじ（英: NIJISANJI, Nijisanji）は、ANYCOLOR株式会社が運営する、バーチャルライバー（VTuber）グループ。
2022年時点で約150名のライバーが在籍している。バーチャルライバーグループとしての活動は生放送を中心とし、内容も雑談・ゲーム実況・カラオケ配信など多岐に渡るが、動画の投稿やオリジナル楽曲、ライブなどの音楽活動を行うライバーやユニットも存在する。
バーチャルライブアプリ「にじさんじ」のアルファ版テスターとして、1期生が2018年2月8日より活動開始。名前の由来は「二次元と三次元をつなぐ」という意味から。その後、アプリの一般公開ができなかったことや競合他社の出現、1期生が人気を集めていたこともあり、ライバーグループの運営・専用アプリの開発へと方針転換。同年3月、2期生がデビューした後からライバーグループとしての色が明確になった。デビュー当初、キズナアイなどの3Dモデル・動画主体のバーチャルYouTuberが多かった中で、2Dモデル・生放送主体のスタイルはその後のバーチャルYouTuberに大きな影響を与えた。
2019年12月15日には「にじさんじ」がニコニコ大百科及びピクシブ百科事典の該当記事総アクセス数最多記録となり『ネット流行語100 2019』年間大賞を受賞。2023年の矢野経済研究所の調査では、VTuberファンが愛好しているバーチャルYouTuberプロジェクトとしてホロライブプロダクションとともに最も高い回答率を示した。

## 所属ライバー
所属ライバーはANYCOLORが開催するオーディションによって選ばれている。2021年6月のANYCOLOR所属のタレント育成プロジェクト「バーチャル・タレント・アカデミー」（VTA）の候補生募集開始に伴い、「にじさんじ」の常設の随時オーディションは終了している。また月ノ美兎は、2018年4月7日のニコニコ生放送においてユーザーが作成した3Dモデルを公式モデルとして扱う形で、にじさんじアプリの枠を超えていわゆる"3D化"を果たした。
「にじさんじ」は2018年2月に始動した。同5月にゲーム配信者に特化したグループである「にじさんじゲーマーズ」、同6月にグループ活動の可能性を秘めたチャレンジ枠の「にじさんじSEEDs」が活動開始した。にじさんじプロジェクト初の男性グループ「VOIZ」は同6月8日に活動開始し、声劇や楽曲制作を展開予定であったが、同8月9日にグループ活動を終了した。
2018年12月末より「にじさんじ」「にじさんじゲーマーズ」「にじさんじSEEDs」は「にじさんじ」に統合された。
2022年2月17日には、インドネシアVTuber事業「NIJISANJI ID」・韓国VTuber事業「NIJISANJI KR」を日本国内向けグループ「にじさんじ」に統合することが発表され、2022年4月15日より両グループが「にじさんじ」に統合された。

### 所属ライバー一覧
| 名前                      | 読み・表記                | 活動開始日・出身・デビュー時のユニット | 備考 |
| ------------------------- | ------------------------- | -------------------------------------- | --- |
| 月ノ美兎                  | つきの みと               | 2018年2月8日 1期生                     | |
| える                      |                           | 2018年2月8日 1期生                     | |
| 樋口楓                    | ひぐち かえで             | 2018年2月8日 1期生                     | |
| 静凛                      | しずか りん               | 2018年2月8日 1期生                     | |
| 渋谷ハジメ                | しぶや はじめ             | 2018年2月8日 1期生                     | |
| モイラ                    |                           | 2018年2月8日 1期生                     | |
| 宇志海いちご              | うしみ いちご             | 2018年3月15日 2期生                    | |
| 家長むぎ                  | いえなが むぎ             | 2018年3月15日 2期生                    | |
| 夕陽リリ                  | ゆうひ りり               | 2018年3月15日 2期生                    | |
| 物述有栖                  | もののべ ありす           | 2018年3月15日 2期生                    | |
| 文野環                    | ふみの たまき             | 2018年3月15日 2期生                    | デビュー時の名前は「野良猫（）」。 2018年4月3日に現在の名前に決定。                                                                  |
| 伏見ガク                  | ふしみ がく               | 2018年3月15日 2期生                    | |
| ギルザレンIII世           | ぎるざれんさんせい        | 2018年3月15日 2期生                    | |
| 剣持刀也                  | けんもち とうや           | 2018年3月15日 2期生                    | |
| 森中花咲                  | もりなか かざき           | 2018年3月15日 2期生                    | |
| 叶                        | かなえ                    | 2018年5月2日 ゲーマーズ                | |
| 赤羽葉子                  | あかばね ようこ           | 2018年5月2日 ゲーマーズ                | |
| ドーラ                    |                           | 2018年6月5日 SEEDs1期生                | |
| 轟京子                    | とどろき きょうこ         | 2018年6月5日 SEEDs1期生                | |
| シスター・クレア          |                           | 2018年6月5日 SEEDs1期生                | |
| 花畑チャイカ              | はなばたけ ちゃいか       | 2018年6月5日 SEEDs1期生                | |
| 社築                      | やしろ きずく             | 2018年6月5日 SEEDs1期生                | |
| 卯月コウ                  | うづき こう               | 2018年6月5日 SEEDs1期生                | |
| 鈴木勝                    | すずき まさる             | 2018年6月5日 SEEDs1期生                | |
| 緑仙                      | リューシェン              | 2018年6月5日 SEEDs1期生                | |
| 春崎エアル                | はるさき えある           | 2018年6月8日 VOIZ SEEDs2期生第1弾      | 2018年8月9日、VOIZのグループ活動終了と同時にSEEDs2期生第1弾に加入。                                                                  |
| 笹木咲                    | ささき さく               | 2018年7月6日 ゲーマーズ                | |
| 本間ひまわり              | ほんま ひまわり           | 2018年7月6日 ゲーマーズ                | |
| 魔界ノりりむ              | まかいの りりむ           | 2018年7月30日 ゲーマーズ               | |
| 葛葉                      | くずは                    | 2018年7月30日 ゲーマーズ               | 元個人勢で、デビューは2018年3月8日。                                                                                                 |
| 椎名唯華                  | しいな ゆいか             | 2018年7月30日 ゲーマーズ               | |
| 神田笑一                  | かんだ しょういち         | 2018年8月9日 SEEDs2期生第1弾           | |
| 飛鳥ひな                  | あすか ひな               | 2018年8月9日 SEEDs2期生第1弾           | |
| 雨森小夜                  | あめもり さよ             | 2018年8月9日 SEEDs2期生第1弾           | |
| 鷹宮リオン                | たかみや りおん           | 2018年8月9日 SEEDs2期生第1弾           | |
| 舞元啓介                  | まいもと けいすけ         | 2018年8月9日 SEEDs2期生第1弾           | |
| 竜胆尊                    | りんどう みこと           | 2018年8月31日 SEEDs2期生第2弾          | |
| でびでび・でびる          |                           | 2018年8月31日 SEEDs2期生第2弾          | |
| 桜凛月                    | さくら りつき             | 2018年8月31日 SEEDs2期生第2弾          | |
| 町田ちま                  | まちた ちま               | 2018年8月31日 SEEDs2期生第2弾          | |
| ジョー・力一              | じょー りきいち           | 2018年8月31日 SEEDs2期生第2弾          | |
| ベルモンド・バンデラス    |                           | 2018年9月25日 SEEDs2期生第3弾          | |
| 矢車りね                  | やぐるま りね             | 2018年9月25日 SEEDs2期生第3弾          | |
| 夢追翔                    | ゆめおい かける           | 2018年9月25日 SEEDs2期生第3弾          | |
| 黒井しば                  | くろい しば               | 2018年9月25日 SEEDs2期生第3弾          | |
| 夢月ロア                  | ゆづき ろあ               | 2019年1月17日                          | |
| 小野町春香                | おのまち はるか           | 2019年1月28日                          | |
| 語部紡                    | かたりべ つむぐ           | 2019年1月28日                          | |
| 戌亥とこ                  | いぬい とこ               | 2019年3月22日                          | |
| アンジュ・カトリーナ      |                           | 2019年3月22日                          | |
| リゼ・ヘルエスタ          |                           | 2019年3月22日                          | |
| 三枝明那                  | さえぐさ あきな           | 2019年4月2日                           | |
| 愛園愛美                  | あいぞの まなみ           | 2019年4月2日                           | |
| 雪城眞尋                  | ゆきしろ まひろ           | 2019年4月29日                          | |
| エクス・アルビオ          |                           | 2019年5月17日                          | |
| レヴィ・エリファ          |                           | 2019年5月17日                          | |
| 葉山舞鈴                  | はやま まりん             | 2019年6月19日                          | |
| ニュイ・ソシエール        |                           | 2019年6月19日                          | |
| 葉加瀬冬雪                | はかせ ふゆき             | 2019年7月3日                           | |
| 加賀美ハヤト              | かがみ はやと             | 2019年7月3日                           | |
| 夜見れな                  | よるみ れな               | 2019年7月3日                           | |
| アルス・アルマル          |                           | 2019年7月24日                          | |
| 天宮こころ                | あまみや こころ           | 2019年8月8日                           | |
| エリー・コニファー        |                           | 2019年8月8日                           | |
| ラトナ・プティ            |                           | 2019年8月8日                           | |
| ハナ マキア               | Hana Macchia              | 2019年9月13日 ID1期生                  | |
| 早瀬走                    | はやせ そう               | 2019年9月19日                          | |
| 健屋花那                  | すこや かな               | 2019年9月19日                          | |
| シェリン・バーガンディ    |                           | 2019年9月19日                          | |
| フミ                      |                           | 2019年10月17日                         | |
| 星川サラ                  | ほしかわ さら             | 2019年10月17日                         | |
| 山神カルタ                | やまがみ かるた           | 2019年10月17日                         | |
| えま★おうがすと           |                           | 2019年10月31日                         | |
| ルイス・キャミー          |                           | 2019年10月31日                         | |
| 魔使マオ                  | まつかい まお             | 2019年10月31日                         | |
| 不破湊                    | ふわ みなと               | 2019年11月28日                         | |
| 白雪巴                    | しらゆき ともえ           | 2019年11月28日                         | |
| グウェル・オス・ガール    |                           | 2019年11月28日                         | |
| ライ ガリレイ             | Rai Galilei               | 2019年12月18日 ID2期生                 | |
| ましろ爻                  | ましろ めめ               | 2019年12月26日                         | デビュー時の名前は「ましろ」。 2022年7月8日より現在の名前を名乗る。                                                                  |
| 奈羅花                    | ならか                    | 2019年12月26日                         | |
| 来栖夏芽                  | くるす なつめ             | 2019年12月26日                         | |
| ミン スゥーハ             | 민수하 / Min Suha         | 2020年1月23日 KR1期生                  | |
| ガオン                    | 가온 / Gaon               | 2020年1月25日 KR1期生                  | 韓国VTuberグループ「541 E&C」より移籍。 元個人勢で、デビューは2018年12月4日。 2020年3月14日に모가온（Mogaon / モ・ガオン）から改名。 |
| フレン・E・ルスタリオ     |                           | 2020年1月30日                          | |
| イブラヒム                |                           | 2020年1月30日                          | |
| ライラ アルストロエメリア | Layla Alstroemeria        | 2020年3月13日 ID3期生                  | |
| 長尾景                    | ながお けい               | 2020年4月2日                           | |
| 弦月藤士郎                | げんづき とうじろう       | 2020年4月2日                           | |
| 甲斐田晴                  | かいだ はる               | 2020年4月2日                           | |
| ソ ナギ                   | 소나기 / So Nagi          | 2020年5月22日 KR2期生                  | |
| チェ アラ                 | 채아라 / Chae Ara         | 2020年5月22日 KR2期生                  | |
| 空星きらめ                | そらほし きらめ           | 2020年6月30日                          | |
| 周央サンゴ                | すおう さんご             | 2020年8月6日                           | |
| 東堂コハク                | とうどう こはく           | 2020年8月6日                           | |
| 北小路ヒスイ              | きたこうじ ひすい         | 2020年8月6日                           | |
| 西園チグサ                | にしぞの ちぐさ           | 2020年8月6日                           | |
| 明楽レイ                  | 아키라 레이 / Akira Ray   | 2020年7月31日 KR3期生                  | |
| イ ロハ                   | 이로하 / Lee Roha         | 2020年7月31日 KR3期生                  | |
| エトナ クリムソン         | Etna Crimson              | 2020年8月7日 ID4期生                   | |
| オ ジユ                   | 오지유 / Oh Jiyu          | 2020年10月9日 KR4期生                  | |
| ヤン ナリ                 | 양나리 / Yang Nari        | 2020年10月9日 KR4期生                  | |
| リュ ハリ                 | 류하리 / Ryu Hari         | 2020年10月9日 KR4期生                  | |
| ナギサ アルシニア         | Nagisa Arcinia            | 2020年11月11日 ID5期生                 | |
| デレム カド               | Derem Kado                | 2020年11月11日 ID5期生                 | |
| セフィナ                  | 세피나 / Seffyna          | 2021年4月23日 KR5期生                  | |
| ローレン・イロアス        |                           | 2021年7月19日                          | |
| レオス・ヴィンセント      |                           | 2021年7月19日                          | |
| オリバー・エバンス        |                           | 2021年7月19日                          | |
| レイン・パターソン        |                           | 2021年7月19日                          | |
| ハ ユン                   | 하윤 / Ha Yun             | 2021年8月25日 KR6期生                  | |
| ナ セラ                   | 나세라 / Na Sera          | 2021年8月25日 KR6期生                  | |
| 海妹四葉                  | うみせ よつは             | 2022年3月16日 「Ranunculus」           | VTA出身。 |
| 天ヶ瀬むゆ                | あまがせ むゆ             | 2022年3月16日 「Ranunculus」           | VTA出身。 |
| 先斗寧                    | ぽんと ねい               | 2022年3月16日 「Ranunculus」           | VTA出身。 |
| 壱百満天原サロメ          | ひゃくまんてんばら さろめ | 2022年5月21日                          | |
| 風楽奏斗                  | ふうら かなと             | 2022年7月13日 「VOLTACTION」           | VTA出身。 |
| 渡会雲雀                  | わたらい ひばり           | 2022年7月13日 「VOLTACTION」           | VTA出身。 |
| 四季凪アキラ              | しきなぎ あきら           | 2022年7月13日 「VOLTACTION」           | VTA出身。 |
| セラフ・ダズルガーデン    |                           | 2022年7月13日 「VOLTACTION」           | VTA出身。 |
| 小清水透                  | こしみず とおる           | 2023年1月16日                          | |
| 獅子堂あかり              | ししどう あかり           | 2023年1月16日                          | |
| 鏑木ろこ                  | かぶらき ろこ             | 2023年1月16日                          | VTA出身。 |
| 五十嵐梨花                | いがらし りか             | 2023年1月16日                          | |
| 石神のぞみ                | いしがみ のぞみ           | 2023年1月16日                          | VTA出身。 |
| ソフィア・ヴァレンタイン  |                           | 2023年1月16日                          | |
| 倉持めると                | くらもち めると           | 2023年1月16日                          | VTA出身。 |
| 佐伯イッテツ              | さいき いってつ           | 2023年3月30日                          | VTA出身。 |
| 赤城ウェン                | あかぎ うぇん             | 2023年3月30日                          | |
| 宇佐美リト                | うさみ りと               | 2023年3月30日                          | VTA出身。 |
| 緋八マナ                  | ひばち まな               | 2023年3月30日                          | |
| 星導ショウ                | ほしるべ しょう           | 2023年4月26日                          | VTA出身。 |
| 叢雲カゲツ                | むらくも かげつ           | 2023年4月26日                          | |
| 小柳ロウ                  | こやなぎ ろう             | 2023年4月26日                          | VTA出身。 |
| 伊波ライ                  | いなみ らい               | 2023年4月26日                          | |
| 立伝都々                  | たちつて とと             | 2023年11月21日                         | VTA出身。 |
| 栞葉るり                  | しおりは るり             | 2023年11月21日                         | VTA出身。 |
| ミラン・ケストレル        |                           | 2023年11月21日                         | VTA出身。 |
| 北見遊征                  | きたみ ゆうせい           | 2024年3月12日 「3SKM」                 | VTA出身。 |
| 魁星                      | かいせい                  | 2024年3月12日 「3SKM」                 | |
| 榊ネス                    | さかき ねす               | 2024年3月12日 「3SKM」                 | VTA出身 |
| 司賀りこ                  | しが りこ                 | 2024年6月19日 「いずれ菖蒲か杜若」     | |
| 珠乃井ナナ                | たまのい なな             | 2024年6月19日 「いずれ菖蒲か杜若」     | |
| 綺沙良                    | きさら                    | 2024年6月19日 「いずれ菖蒲か杜若」     | |
| 梢桃音                    | こずえ もね               | 2024年6月19日 「いずれ菖蒲か杜若」     | |
| ルンルン                  |                           | 2024年6月19日 「いずれ菖蒲か杜若」     | |
| 七瀬すず菜                | ななせ すずな             | 2024年8月16日 「Speciale」             | |
| 早乙女ベリー              | さおとめ べりー           | 2024年8月16日 「Speciale」             | |
| 雲母たまこ                | きらら たまこ             | 2024年8月16日 「Speciale」             | |
| 酒寄颯馬                  | さかより そうま           | 2024年8月16日 「Speciale」             | |
| 渚トラウト                | なぎさ とらうと           | 2024年8月16日 「Speciale」             | |
| 一橋綾人                  | ひとつばし あやと         | 2025年4月11日                          | |
| 五木左京                  | いつき さきょう           | 2025年4月11日                          | |
| 十河ののは                | とがわ ののは             | 2025年8月14日 「今宵、××と夢を見る。」 | VTA出身。 |
| 夜牛詩乃                  | やぎゅう しの             | 2025年8月14日 「今宵、××と夢を見る。」 | VTA出身。 |
| 蝸堂みかる                | かどう みかる             | 2025年8月14日 「今宵、××と夢を見る。」 | VTA出身。 |
| 猫屋敷美紅                | ねこやしき みく           | 2025年8月14日 「今宵、××と夢を見る。」 | VTA出身。 |

### 過去の所属ライバー一覧
| 名前                        | 読み・表記                | 所属・出身           | 活動時期                        | 備考                                                               |
| --------------------------- | ------------------------- | -------------------- | ------------------------------- | ------------------------------------------------------------------ |
| 勇気ちひろ                  | ゆうき ちひろ             | 1期生                | 2018年2月8日 - 2024年1月31日    |                                                                    |
| 鈴谷アキ                    | すずや あき               | 1期生                | 2018年2月8日 - 2024年8月31日    |                                                                    |
| 鈴鹿詩子                    | すずか うたこ             | 2期生                | 2018年3月15日 - 2024年6月12日   |                                                                    |
| 海夜叉神                    | うみやしゃのかみ          | SEEDs1期生           | 2018年6月5日 - 2019年4月9日     |                                                                    |
| 八朔ゆず                    | はっさく ゆず             | SEEDs1期生           | 2018年6月5日 - 2019年5月7日     |                                                                    |
| 名伽尾アズマ                | なかお あずま             | SEEDs1期生           | 2018年6月5日 - 2019年5月31日    |                                                                    |
| 出雲霞                      | いずも かすみ             | SEEDs1期生           | 2018年6月5日 - 2020年10月31日   |                                                                    |
| 安土桃                      | あづち もも               | SEEDs1期生           | 2018年6月5日 - 2024年1月31日    |                                                                    |
| 黒羽黒兎                    | くろはね くろと           | VOIZ                 | 2018年6月8日 - 6月30日          |                                                                    |
| 神成ポアロ                  | かみなり ぽあろ           | VOIZ                 | 2018年6月8日 - 6月30日          |                                                                    |
| 成瀬鳴                      | なるせ なる               | VOIZ SEEDs2期生第3弾 | 2018年6月8日 - 2024年8月31日    | VOIZのグループ活動終了後、 2018年9月25日にSEEDs2期生第3弾に加入。  |
| 闇夜乃モルル                | やみよの もるる           | ゲーマーズ           | 2018年7月6日 - 2019年6月27日    |                                                                    |
| 雪汝                        | せつな                    | ゲーマーズ           | 2018年7月30日 - 2019年10月30日  |                                                                    |
| 鳴門こがね                  | なると こがね             | SEEDs2期生第1弾      | 2018年8月9日 - 12月31日         |                                                                    |
| 月見しずく                  | つきみ しずく             | SEEDs2期生第2弾      | 2018年8月31日 - 2020年1月13日   |                                                                    |
| 遠北千南                    | あちきた ちなみ           | SEEDs2期生第2弾      | 2018年8月31日 - 2020年3月31日   |                                                                    |
| 久遠千歳                    | くどう ちとせ             |                      | 2019年1月8日 - 8月31日          |                                                                    |
| 童田明治                    | わらべだ めいじー         |                      | 2019年1月8日 - 2022年4月30日    |                                                                    |
| 郡道美玲                    | ぐんどう みれい           |                      | 2019年1月17日 - 2023年6月21日   |                                                                    |
| 瀬戸美夜子                  | せと みやこ               |                      | 2019年1月28日 - 2025年3月4日    |                                                                    |
| 御伽原江良                  | おとぎばら えら           |                      | 2019年3月8日 - 2021年3月10日    |                                                                    |
| 鈴原るる                    | すずはら るる             |                      | 2019年4月29日 - 2021年6月30日   |                                                                    |
| 黛灰                        | まゆずみ かい             |                      | 2019年7月24日 - 2022年7月28日   |                                                                    |
| 相羽ういは                  | あいば ういは             |                      | 2019年7月24日 - 2023年12月31日  |                                                                    |
| タカ ラジマン               | Taka Radjiman             | ID1期生              | 2019年9月13日 - 2023年5月28日   |                                                                    |
| ゼア コルネリア             | ZEA Cornelia              | ID1期生              | 2019年9月13日 - 2023年5月14日   |                                                                    |
| ミユ オッタフィア           | Miyu Ottavia              | ID2期生              | 2019年12月18日 - 2022年11月27日 |                                                                    |
| アミシア ミシェラ           | Amicia Michella           | ID2期生              | 2019年12月18日 - 2023年7月16日  |                                                                    |
| リクサ ディレンドラ         | Riksa Dhirendra           | ID2期生              | 2019年12月18日 - 2024年1月11日  |                                                                    |
| ハン チホ                   | 한치호 韓淄蝴 / Chiho Han | KR1期生              | 2020年1月25日 - 2022年4月30日   | 韓国VTuberグループ「541 E&C」より移籍。 デビューは2019年11月15日。 |
| メリッサ・キンレンカ        |                           |                      | 2020年1月30日 - 2022年5月31日   |                                                                    |
| アズラ セシリア             | Azura Cecillia            | ID3期生              | 2020年3月13日 - 2023年8月20日   |                                                                    |
| ナラ ハラマウン             | Nara Haramaung            | ID3期生              | 2020年3月13日 - 2023年9月3日    |                                                                    |
| 朝日南アカネ                | あさひな あかね           |                      | 2020年8月6日 - 2023年5月24日    |                                                                    |
| シスカ レオンタイン         | Siska Leontyne            | ID4期生              | 2020年8月7日 - 2023年6月15日    |                                                                    |
| ボンニフィエール プラナジャ | Bonnivier Pranaja         | ID4期生              | 2020年8月7日 - 2024年5月26日    |                                                                    |
| レザ アファンルナ           | Reza Avanluna             | ID5期生              | 2020年11月11日 - 2023年9月30日  |                                                                    |
| ソン ミア                   | 송미아 / Song Mia         | KR5期生              | 2021年4月23日 - 2022年5月1日    |                                                                    |
| バン ハダ                   | 반하다 / Ban Hada         | KR5期生              | 2021年4月23日 - 2025年3月31日   |                                                                    |
| アクシア・クローネ          |                           |                      | 2021年7月19日 - 2022年11月30日  |                                                                    |
| ヒョナ エラティオラ         | Hyona Elatiora            | ID6期生              | 2021年7月28日 - 2023年10月29日  |                                                                    |
| シア エカフィラ             | Xia Ekavira               | ID6期生              | 2021年7月28日 - 2023年11月27日  |                                                                    |
| ミカ メラティカ             | Mika Melatika             | ID6期生              | 2021年7月28日 - 2023年12月28日  |                                                                    |

| 名前         | 読み                | 活動時期                 |
| ------------ | ------------------- | ------------------------ |
| 真堂雷斗     | しんどう らいと     | 2019年3月8日 - 3月12日   |
| 金魚坂めいろ | きんぎょざか めいろ | 2020年6月30日 - 10月19日 |

## 公式アプリ
アプリはiPhone Xで初搭載されたAnimojiと呼ばれるシステムで人間の表情を認識し、それに応じて2DCGのアニメキャラクターが描画されるという仕組み。アプリ内からYouTube LiveやMirrativなどのライブ配信サービスに配信することが可能である。
当初はApp Storeでの公開を予定しており、将来的にはアプリを利用した独自の配信プラットフォームの構築を企図していた。しかし既に同様のプラットフォームが複数立ち上がっており新規参入は厳しいと判断されたことに加え、ライバーの活動が成功し知名度を得たことで方針転換が図られ、以降はライバー専用アプリとして開発・運用が続けられている。

### ゆがみん
ゆがみんはアプリの公式マスコットキャラクター。キャラクターデザインはほーじろ。極初期には広報用として使われた。アプリ内にLive2Dモデルが実装・初期登録されているため、にじさんじ所属ライバーなら誰でもアバターとして使用可能であり、複数のライバーが独自のキャラ付けを行うなどして配信に利用している。

### 2.0
2018年9月より提供されているLive2Dモデリングをバージョンアップしたアプリ、または搭載されているLive2Dモデルは「2.0」と呼称されている。2.0モデルは「原画の分析」「人間とモデルの掛け算」「視聴者の為に破綻をなくす」という3点に焦点を当て、原画から想像される人物像を踏まえてライバーとモデルが合致しなくならないよう注意し、表情を変える際の各パーツの動作についても安易にアイコン的な表現を取らず、顔の構造を踏まえた動きになるように制作されている。また、視聴者が集中して配信を視聴できるよう、アニメーションでは「中割り」に当たる場面でも問題なく映るように前髪や口においてパーツを細かく分割するなどの作業を施している。アップデートに際しては対象ライバーからの意見も取り入れられている。

### 3.0
3.0はLive2Dモデリング2.0を更にバージョンアップしたもの。2.0から更に可動域が拡大したほか、新たに「感情」機能が搭載され、アプリ上の操作によって表情に様々な変化を付けられるようになっている。アップデートされるライバーは初回を除き、応募したライバーの中から抽選により選択され、実装決定ライバーはにじさんじ公式ツイッターで告知される。

### にじ3D
「にじ3D」。正式なアプリ名は「3Dにじさんじ」で、にじ3D（）は愛称。3Dモデルが実装されたライバーに対して順次導入されている（#3Dモデルで後述）。
- iPhone X内の「Face Tracking with ARKit」(にじさんじアプリで使用される顔認識)とOculus Riftのコントローラ「Oculus Touch」を使用するため、スタッフ・スタジオ・大規模な機材などを使用せずに配信が可能（自宅から1人で配信することが可能である）。
- 自然な3Dモデルの動きを実現。
- ヘッドマウントディスプレイを付けずに配信が可能なため、視聴者とのやり取りや企画実施が容易。
- Oculus Rift内のコントローラーと2台のセンサにより、手・腕・指の動きを無線と簡易的なシステムを用いて反映させる。センサは机に置ける小型。
- 長時間配信特有の問題を最小限に抑えるよう、ネットワーク遅延による配信の影響を抑える設計に。

初お披露目は2018年11月18日の樋口楓の配信。
にじ3Dについても順次Ver. 2.0へのバージョンアップが行われている。主にキャラクター動作の改善、キャラクターを映す俯瞰カメラの表示範囲を拡大、操作性の改善が行われている。

### にじぱちぱち
「にじぱちぱち」はYouTubeの機能である「スーパーチャット」に連動し、アイテムが画面内に登場するアプリで、金額に応じてアイテムが変わった。事前にライバーにはアプリが配布されていたが、使用は任意であった。当初のアイテムは虹と門松のみであったが、1か月ごとにアイテム追加を行いながらバージョンアップや仕様の変更が進められていった。2018年12月31日にα版が公開され、2019年8月27日にはVer.1.0、同年10月18日にはVer.1.1へとアップデートが行われていた。サボテン・くす玉・鯉のぼりなどの通常アイテムやパンプキンゆがみんなどの季節アイテムがあった。

## 配信スケジュールサイト
にじさんじライバーの配信スケジュールサイトとして「にじさんじ公式サイト」が存在するほか、以前には後述の「いつから.link」が存在した。
にじさんじ公式サイトには、2022年11月8日より「ライバー配信スケジュール」と「お気に入りライバー登録」の2機能が追加された。それに伴い、同年11月30日をもって「いつから.link」の提供は終了した。

### いつから.link
「いつから.link」はにじさんじライバーの配信が一目で分かる専用スケジュールサイト。2019年2月4日公開。
開発経緯として、所属ライバーの増加による問題解消が挙げられており、
- 情報発信媒体はフロー型のメディアが中心であり、複数ライバーの配信情報を一覧的に得ることが難しい。
- 運営側が配信予定のリアルタイム情報を出しにくい状況であった。
- ライバーと運営用の配信スケジュール共有用カレンダーは存在するが、サプライズ配信などの情報も掲載されていた。そのため、ライバー配信のクリエイティブ・PR的自由度を保つ観点から一般公開を控える必要があった。
- 普段見ているライバー以外の新たなライバーを発見する機会をコラボ以外でも作る。

などが挙げられている。また、コンセプトとして
- マイスケジュール作成で、自分の「推し」であるライバーをフォローし、自分専用のスケジュール表を作成できる
- 一つのカレンダー内に複数ライバーの配信スケジュールを掲載し、「一覧性」を確保
- ライバー側の追加負担が無く、システムによりスケジュール作成や閲覧が可能である。
- 今後のアップデートや他種アプリケーションを想定し、機能やデザイン等をシンプルな設計にした。

などが挙げられている。
2019年4月26日にはアプリ版の提供が開始されたほか、同年7月30日にはver.1.20がリリースされた。アプリ版は一部のUIなどが異なるほか、ウェブ版にはない機能が追加されていた。
その後、2022年5月17日付けでアプリ版の提供終了が発表、同年5月20日に提供が終了した。同月31日には通知機能が終了。同年11月30日をもってウェブ版の提供も終了した。

#### 主な機能
アカウント登録とログインにより、以下の機能が使用できる。
マイスケジュール作成
ログイン時にオリジナルのスケジュール作成が可能。
ライバー一覧から「推しライバー」をフォローすることで、Youtubeのライブ配信情報がスケジュール表として確認可能。また、全ライバーのスケジュール一覧をトップページからワンタッチで切り替えることも可能。
おすすめ設定
「推しライバー」に登録したライバーの配信時間外に、その他のにじさんじライバーを紹介する機能を搭載。あまり知られていないライバーを自動的に紹介する「おすすめ設定」により、スケジュールに反映される。おすすめ設定のON/OFFも可能。
プッシュ通知機能（アプリ版のみ）
ライバー配信に関する情報（配信開始など）をプッシュ通知でユーザーに通知。配信イベントごとに設定可能。
以下はv.1.2.0で追加された機能。
- 「最推し」機能を追加
- 最推しライバーでデザインの着せ替えが可能になる。
- 通知機能を拡張し、推しライバーや最推しライバーの配信開始通知を受け取れるようになる。
- その他バグの修正やUIの改善

## 3Dモデル
スタジオで収録する配信・動画、出演するイベント、および「にじ3D」で使用する3Dモデル。
2018年4月に実装された月ノ美兎のモデルを皮切りに、「にじさんじのくじじゅうじ」に出演したライバーの3Dモデルが製作されたほか、これに加えて2019年4月以降は、先述したライバー以外の3Dモデルの製作も開始されている。
2019年10月25日より、3次元モーションキャプチャシステム「VICON」が導入されている。

## 書籍

### 漫画
- 起立! 気をつけ! にじさんじ学園!（漫画：富士フジノ、出版社：KADOKAWA）ComicWalkerで連載[注釈 16]
  1. 「起立! 気をつけ! にじさんじ学園!（1）」2018年11月30日発行[149]、ISBN 978-4-04-065145-3
  2. 「起立! 気をつけ! にじさんじ学園!（2）」（完）2019年5月17日発行[150]、ISBN 978-4-04-065538-3
- にじさんじ さんばか〜にばる（作画：221、出版社：徳間書店）COMICリュウとニコニコ静画で連載[151][注釈 17]。
  1. 「にじさんじさんばか〜にばる〈第1巻〉」2020年11月13日発行、ISBN 978-4-19-950724-3
  2. 「にじさんじさんばか〜にばる〈第2巻〉」2021年8月12日発行、ISBN 978-4-19-950750-2
  3. 「にじさんじさんばか〜にばる〈第3巻〉」2022年8月10日発行、ISBN 978-4-19-950786-1
  4. 「にじさんじさんばか〜にばる〈第4巻〉」（完）2022年8月10日発行、ISBN 978-4-19-950787-8
- Lie:verse Liars 偽想廻明 01（漫画：小町さんぺい、出版社：KADOKAWA）ComicWalkerで連載[153][注釈 18]
  - にじさんじライバーが「俳優」として起用されるプロジェクト『Lie:verse Liars』の漫画。

  1. 「Lie:verse Liars 偽想廻明（01）」2023年3月29日発売、ISBN 978-4-04-682369-4
  2. 「Lie:verse Liars 偽想廻明（02）」2023年8月28日発売、ISBN 978-4-04-811235-2
- にじさんじ（漫画：ベラボウ、出版社：小学館）週刊コロコロコミックで連載[注釈 19]
  1. 「にじさんじ（1）」2023年10月27日発行、ISBN 978-4-09-143666-5
    - 「にじさんじ（1）マンガのコマ厳選! 変なチャイカアクリル付き特装版」ISBN 978-4-09-943138-9

  2. 「にじさんじ（2）」2024年4月26日発売、ISBN 978-4-09-143712-9
  3. 「にじさんじ（3）」2025年2月27日発売、ISBN 978-4-09-149893-9

### 小説
- Lie:verse Liars 俺たちが幸せになるバッドエンドの始め方（著者：鳳乃一真、イラスト：あるてら、出版社：KADOKAWA）カクヨムで連載[153][注釈 20]
  - にじさんじライバーが「俳優」として起用されるプロジェクト『Lie:verse Liars』の小説。

  1. 「Lie:verse Liars 俺たちが幸せになるバッドエンドの始め方（1）」2023年2月25日発売、ISBN 978-4-04-682210-9
  2. 「Lie:verse Liars 俺たちが幸せになるバッドエンドの始め方（2）」2023年5月25日発売、ISBN 978-4-04-682442-4

### 公式本
- にじさんじアーカイブ2018
  - コミックマーケット95販売。
- にじさんじアーカイブス 2019-2020
  - 2020年2月25日発売。
- NIJISANJI Illustrations vol.1
  - 2020年11月13日発売。
- にじさんじアーカイブス 2020-2021
  - 2021年2月26日発売。
- にじさんじアーカイブス 2021-2022
  - 2022年2月25日発売、通常版・豪華版の2種類。
- にじさんじアーカイブス 2022-2023
  - 2023年2月24日発売、通常版・豪華版の2種類。

## リアル脱出ゲーム
- リアル脱出ゲーム×にじさんじ『次元交わる学級会からの脱出』
  - 東京会場（リアル脱出ゲーム原宿店）：2023年7月27日 - 10月15日
  - 大阪会場（リアル脱出ゲーム大阪心斎橋店）2023年10月19日 - 11月26日
  - 名古屋会場（リアル脱出ゲーム名古屋店）2024年1月18日 - 3月3日
  - 札幌会場（リアル脱出ゲーム札幌店）2024年2月2日 - 2月25日
  - 仙台会場（イベントホール松栄）2024年3月2日 - 3月3日

## にじさんじネットワーク
2019年5月10日から12月31日まで「にじさんじプロジェクト」が提供していたVTuberコミュニティサービス。参加タレントに対し活動全般、企業案件紹介等のサポートを行う。12月31日に所属タレントが脱退し、同時にサービス提供も終了した。
| 名前       | 参加時期                 |
| ---------- | ------------------------ |
| ふぇありす | 2019年5月10日 - 12月31日 |
| 天開司（） | 2019年5月10日 - 12月31日 |

## 日本国外展開

### VirtuaReal Project

#### VirtuaReal
2019年4月より中国でのVTuber事業「VirtuaReal Project」を展開、バーチャルライバープロジェクト「VirtuaReal」を中国にてANYCOLORとbilibiliが共同で運営している。
| 期・デビュー時のユニット | 名前                | 活動開始日     | 備考                                  |
| ------------------------ | ------------------- | -------------- | ------------------------------------- |
| 一期生                   | 艾因（、Eine）      | 2019年5月6日   |                                       |
| 二期生                   | 七海（、Nanami）    | 2019年6月11日  |                                       |
| 二期生                   | 光一（、Kouichi）   | 2019年6月11日  |                                       |
| 四期生                   | 惑姫（、Waku）      | 2019年9月16日  |                                       |
| 五期生                   | 弥希（、Miki）      | 2019年10月28日 |                                       |
| 六期生                   | 阿萨（、Aza）       | 2019年11月20日 |                                       |
| 六期生                   | 八木迪之（）        | 2019年11月20日 |                                       |
| 六期生                   | 度人（、Tabibito）  | 2019年11月20日 |                                       |
| 七期生                   | 沙夜（、Saya）      | 2020年1月14日  |                                       |
| 七期生                   | 雪绘（、Yukie）     | 2020年1月14日  |                                       |
| 九期生                   | 千春（、Chiharu）   | 2020年7月20日  |                                       |
| 十期生                   | 勺（、Shaun）       | 2020年9月20日  |                                       |
| 十期生                   | 悠亚（、Yua）       | 2020年9月20日  |                                       |
| 十一期生                 | 千幽（、Chiyuu）    | 2020年12月6日  |                                       |
| 十二期生                 | 勾檀（、Mayumi）    | 2021年3月5日   |                                       |
| 十三期生                 | 桃星（、Tocci）     | 2021年5月2日   |                                       |
| 十三期生                 | 吉吉（、Kiti）      | 2021年5月2日   |                                       |
| 十三期生                 | 轴伊（Joi）         | 2021年5月2日   | 元個人勢で、デビューは2019年1月19日。 |
| 十四期生                 | 瑞娅（、Rhea）      | 2021年7月20日  |                                       |
| 十五期生                 | 尤格（、Yog）       | 2021年9月25日  |                                       |
| 十五期生                 | 暴食（、Hunger）    | 2021年9月25日  |                                       |
| 十六期生                 | 希维（、Sybil）     | 2022年1月3日   |                                       |
| 十六期生                 | 雾深（、Girimi）    | 2022年1月3日   |                                       |
| 十六期生                 | 希侑（、Kiyuu）     | 2022年1月3日   |                                       |
| 十七期生                 | 莱恩（、Leo）       | 2022年8月23日  |                                       |
| 十七期生                 | 江乱（、Era）       | 2022年8月23日  |                                       |
| 十七期生                 | 岁己（、Sui）       | 2022年8月23日  |                                       |
| 十八期生                 | 伊舞（、Eve）       | 2023年1月26日  |                                       |
| 十八期生                 | 欧珀（、Opal）      | 2023年1月26日  |                                       |
| 十八期生                 | 栞栞（、Shiori）    | 2023年1月26日  |                                       |
| 十九期生                 | 哎小呜（、Awu）     | 2023年6月2日   |                                       |
| 十九期生                 | 初濑（、Hatsuse）   | 2023年6月2日   |                                       |
| 十九期生                 | 未知夜（、Michiya） | 2023年6月2日   |                                       |
| 十九期生                 | 雨纪（、Ameki）     | 2023年6月2日   |                                       |
| 二十期生 「Kismet」      | 入福步（、Ayumi）   | 2023年8月26日  |                                       |
| 二十期生 「Kismet」      | 弥月（、Mizuki）    | 2023年8月26日  |                                       |
| 二十期生 「Kismet」      | 离枝（、Richi）     | 2023年8月26日  |                                       |
| 二十期生 「!NTRO」       | 蜜言（、Mikoto）    | 2023年8月26日  |                                       |
| 二十期生 「!NTRO」       | 漆羽（、Urushiha）  | 2023年8月26日  |                                       |
| 二十期生 「!NTRO」       | 晴一（、Hajime）    | 2023年8月26日  |                                       |
| 二十一期生               | 帕可（、Pako）      | 2023年12月1日  |                                       |
| 二十一期生               | 米汀（、Nagisa）    | 2023年12月1日  |                                       |
| 二十一期生               | 雪烛（、Yukisyo）   | 2023年12月1日  |                                       |
| 二十二期生               | 鬼间（、Kima）      | 2024年5月6日   |                                       |
| 二十二期生               | 阿命（、Inochi）    | 2024年5月6日   |                                       |
| 二十三期生               | 花礼（、Harei）     | 2024年7月11日  |                                       |
| 二十三期生               | 点酥（、Susu）      | 2024年7月11日  |                                       |
| 二十三期生               | 桃代（、Momoka）    | 2024年7月11日  |                                       |
| 二十四期生               | 泽音（Melody）      | 2025年1月15日  |                                       |
| 二十五期生               | 妮慕（Nimue）       | 2025年2月27日  |                                       |
| 二十五期生               | 沐毛（Meme）        | 2025年2月27日  |                                       |
| 二十五期生               | 命依（Mei）         | 2025年2月27日  |                                       |
| 二十五期生               | 三理（Mit3uri）     | 2025年2月27日  |                                       |

##### 過去の所属ライバー (VirtuaReal)
| 名前                  | 期         | 活動時期                            |
| --------------------- | ---------- | ----------------------------------- |
| 琉绮（、Ruki）        | 一期生     | 2019年5月15日 - 2021年11月25日      |
| 无理（、Muri）        | 三期生     | 2019年8月14日 - 2023年6月21日       |
| 羽音（、Hanon）       | 三期生     | 2019年11月1日 - 2020年8月30日       |
| 喵月（、Nyatsuki）    | 四期生     | 2019年9月16日 - 2022年9月30日       |
| 有加（、Plus）        | 四期生     | 2019年9月16日 - 2022年10月30日      |
| 星弥（、Hoshimi）     | 五期生     | 2019年10月28日 - 2023年7月30日      |
| 真绯瑠（、Mahiru）    | 五期生     | 2019年10月28日 - 2023年9月27日      |
| 罗伊（、Roi）         | 六期生     | 2019年11月20日 - 2022年11月11日     |
| 星也（、Seiya）       | 七期生     | 2020年1月14日 - 2022年11月29日      |
| 帕克丝（Pax）         | 八期生     | 2020年4月26日 - 9月8日              |
| 萨麦尔（、Samael）    | 八期生     | 2020年4月25日 - 2021年7月27日       |
| 紫纪（、Shiki）       | 八期生     | 2020年4月26日 - 2021年7月27日       |
| 花留（、Karu）        | 八期生     | 2020年4月26日 - 2022年12月8日       |
| 清良（、Kiyora）      | 九期生     | 2020年7月20日 - 2022年10月15日      |
| 卡欧斯（、Chaos）     | 九期生     | 2020年7月20日 - 2023年8月20日       |
| 瑞芙（、Reve）        | 十期生     | 2020年9月20日 - 2023年6月8日        |
| 星宸（、Sirius）      | 十期生     | 2020年9月20日 - 2023年9月30日       |
| 伊深（、Imi）         | 十一期生   | 2020年12月6日 - 2023年10月25日      |
| 茉里（、Mari）        | 十一期生   | 2020年12月6日 - 2023年10月29日      |
| 田野柴（、Tanoshiba） | 十一期生   | 2020年12月6日 - 2023年11月18日      |
| 犬童（、Kendou）      | 十二期生   | 2021年3月13日 - 11月24日            |
| 九十九（、Tsukumo）   | 十二期生   | 2021年3月13日 - 2024年1月28日       |
| 蕾米（、Remi）        | 十二期生   | 2021年3月13日 - 2024年2月3日        |
| 绮楼（、Qilou）       | 十三期生   | 2021年5月9日 - 2022年5月9日死去発表 |
| 未羽（、Miyu）        | 十四期生   | 2021年7月30日 - 2022年3月8日        |
| 恋诗夜（、Koxia）     | 十四期生   | 2021年7月30日 - 2023年7月10日       |
| 库伽（、Hakuja）      | 十四期生   | 2021年7月30日 - 2024年4月30日       |
| 夜宫（、Yomiya）      | 十四期生   | 2021年7月30日 - 2024年5月23日       |
| 友夏（、Uka）         | 十五期生   | 2021年9月25日 - 2024年10月15日      |
| 克克（、Keke）        | 十五期生   | 2021年9月25日 - 2024年10月23日      |
| 狩砂（、Karisa）      | 十六期生   | 2022年1月3日 - 2024年8月2日         |
| 向阳（、Hihi）        | 二十一期生 | 2023年12月1日 - 2025年6月1日        |

| 名前             | 期・デビュー時のユニット | 活動時期                       |
| ---------------- | ------------------------ | ------------------------------ |
| 一果（、Ichigo） | 二期生                   | 2019年6月18日 - 2020年10月23日 |
| 御水（Mimoi）    | 八期生                   | 2020年4月26日 - 5月29日        |
| 月沢（Garu）     | 二十期生 Kismet          | 2023年8月26日 - 8月29日        |
| 库拉乌（Kurau）  | 二十期生 !NTRO           | 2023年8月26日 - 8月29日        |

#### VirtuaReal Star
「VirtuaReal Star」は、bilibiliでの著名活動者のVTuber化などの支援を行うプロジェクト。メンバーの中でもバーチャルアーティスト「泠鳶yousa」や歌い手・声優としても活動している「hanser」は高い人気を集めている。以前から歌い手などとして動画投稿や配信活動を行っていた者もいる。
| 名前                    | 参加・活動開始日                               | 備考               |
| ----------------------- | ---------------------------------------------- | ------------------ |
| 樱樱火（Sakura Haruka） | 2019年10月5日加入発表（2019年9月20日活動開始） |                    |
| 菜菜子（Nanako）        | 2020年7月3日加入発表（2020年6月30日活動開始）  | 女優の蔡明が演じる |
| 祖娅纳惜（Naxi Zuya）   | 2020年7月18日加入発表・活動開始                |                    |
| hanser                  | 2020年12月20日加入発表・活動開始               |                    |
| 幽乐咩（Ureme）         | 2022年1月11日加入発表・活動開始                |                    |

##### 過去の参加VTuber (VirtuaReal Star)
| 名前                         | 参加・活動時期                                                   |
| ---------------------------- | ---------------------------------------------------------------- |
| 泠鸢yousa（ling yuan yousa） | 2019年7月19日加入発表 - 2023年7月1日脱退（2019年3月9日活動開始） |

#### VirtuaReal Link
「VirtuaReal Link」は、bilibiliなどで活動する個人・他団体所属VTuberの支援を行うプロジェクト。
| 名前                                 | 所属団体 | 参加・活動開始日                                 |
| ------------------------------------ | -------- | ------------------------------------------------ |
| 安堂稻荷（Andou Inari / 安堂いなり） | -        | 2019年8月8日加入発表（2018年9月26日活動開始）    |
| 魔魔マラ（Mama Mara）                | -        | 2019年12月28日加入発表（2019年11月21日活動開始） |
| 阿梓（Azusa）                        | -        | 2021年1月20日加入発表（2020年7月12日活動開始）   |
| 小可（Kero）                         | -        | 2021年1月20日加入発表（2020年8月24日活動開始）   |
| 鹤森（Mori）                         | -        | 2021年1月20日加入発表（2020年7月12日活動開始）   |
| 宫园凛（RinMiyazono）                | -        | 2021年1月20日加入発表（2019年7月13日活動開始）   |
| 鱼片娘 / 笙妤（Syo）                 | -        | 2021年1月20日加入発表（2020年6月6日活動開始）    |
| 舒三妈（Susam）                      | -        | 2021年3月15日加入発表（2020年3月15日活動開始）   |
| 糯依（Noi）                          | -        | 2021年3月15日加入発表・活動開始                  |
| 诺莺（Nox）                          | -        | 2021年3月15日加入発表（2020年8月11日活動開始）   |
| 沐霂（Queenie）                      | 四禧丸子 | 2024年12月31日加入発表（2022年1月4日活動開始）   |
| 恬豆（Bekki）                        | 四禧丸子 | 2024年12月31日加入発表（2022年1月2日活動開始）   |
| 梨安（Lian）                         | 四禧丸子 | 2024年12月31日加入発表（2022年1月3日活動開始）   |
| 又一（Yoyi）                         | 四禧丸子 | 2024年12月31日加入発表（2022年1月5日活動開始）   |

##### 過去の参加VTuber (VirtuaReal Link)
| 名前                  | 所属団体 | 参加・活動時期                                                        |
| --------------------- | -------- | --------------------------------------------------------------------- |
| KINGSK科科（Kingsk）  | -        | 2019年10月12日加入発表 - 2021年3月31日卒業（2019年7月28日活動開始）   |
| 蜜球兔（Mitsusa）     | -        | 2019年10月12日加入発表 - 2024年3月20日卒業（2019年8月15日活動開始）   |
| 林伊（Eli）           | 超V学园  | 2019年10月14日加入発表 - 2021年10月30日卒業（2019年10月12日活動開始） |
| 白祁（Seven）         | 超V学园  | 2019年10月14日加入発表 - 2022年1月25日卒業（2019年10月12日活動開始）  |
| 堇妃奈（Sumire Hina） | -        | 2019年12月28日加入発表 - 2022年9月28日卒業（2019年9月15日活動開始）   |
| 茶冷（、Karon）       | -        | 2020年9月19日加入発表 - 2023年7月17日卒業（2020年2月4日活動開始）     |
| 伊莎贝拉（Isabella）  | -        | 2020年9月25日加入発表・活動開始 - 2023年2月14日卒業                   |
| 金克茜（Jinxy）       | -        | 2021年1月20日加入発表 - 2023年1月31日卒業（2020年7月27日活動開始）    |
| 露露娜（Ruruna）      | -        | 2021年1月20日加入発表 - 2023年7月8日卒業（2020年7月12日活動開始）     |

| 名前                         | 所属団体 | 参加・活動時期                                                                            |
| ---------------------------- | -------- | ----------------------------------------------------------------------------------------- |
| 林玲（Lynn）                 | 超V学园  | 2019年10月14日加入発表 - 2022年3月1日脱退（2019年10月12日活動開始）                       |
| 慕斯（Muse）                 | 超V学园  | 2019年10月14日加入発表 - 2023年1月1日脱退（2019年10月12日活動開始）                       |
| 寿寿歌（、Suzuka）           | -        | 2019年12月28日加入発表 - 2020年9月21日脱退（2019年10月24日活動開始 - 2020年12月31日卒業） |
| 素星（Su Xing / Prime Star） | 隐世录   | 2020年7月27日加入発表・活動開始 - 2021年4月30日脱退                                       |

### NIJISANJI EN
2021年5月より英語圏のVTuber事業「NIJISANJI EN」を始動。
| 弾・デビュー時のユニット   | 名前                                    | 活動開始日     |
| -------------------------- | --------------------------------------- | -------------- |
| 第1弾 「LazuLight」        | Elira Pendora（）                       | 2021年5月12日  |
| 第1弾 「LazuLight」        | Finana Ryugu（フィナーナ 竜宮）         | 2021年5月12日  |
| 第2弾 「OBSYDIA」          | Rosemi Lovelock（）                     | 2021年7月14日  |
| 第2弾 「OBSYDIA」          | Petra Gurin（）                         | 2021年7月14日  |
| 第3弾 「Ethyria」          | Enna Alouette（）                       | 2021年10月6日  |
| 第3弾 「Ethyria」          | Millie Parfait（）                      | 2021年10月6日  |
| 第4弾 「Luxiem（）」       | Vox Akuma（）                           | 2021年12月17日 |
| Luca Kaneshiro（）         |                                         | 2021年12月17日 |
| Shu Yamino（闇ノシュウ）   |                                         | 2021年12月17日 |
| 第5弾 「Noctyx」           | Alban Knox（）                          | 2022年2月22日  |
| 第5弾 「Noctyx」           | Sonny Brisko（）                        | 2022年2月22日  |
| 第5弾 「Noctyx」           | Uki Violeta（浮奇・ヴィオレタ）         | 2022年2月22日  |
| 第6弾 「ILUNA」            | Maria Marionette（）                    | 2022年7月20日  |
| 第6弾 「ILUNA」            | Aia Amare（）                           | 2022年7月20日  |
| 第6弾 「ILUNA」            | Ren Zotto（）                           | 2022年7月20日  |
| 第6弾 「ILUNA」            | Scarle Yonaguni（）                     | 2022年7月20日  |
| 第7弾 「XSOLEIL（）」      | Doppio Dropscythe（）                   | 2022年12月6日  |
| 第7弾 「XSOLEIL（）」      | Meloco Kyoran（狂蘭 メロコ）            | 2022年12月6日  |
| 第7弾 「XSOLEIL（）」      | Ver Vermillion（）                      | 2022年12月6日  |
| 第8弾                      | Yu Q. Wilson（）                        | 2023年6月22日  |
| 第8弾                      | Vantacrow Bringer（）                   | 2023年6月22日  |
| 第8弾                      | Vezalius Bandage（）                    | 2023年6月22日  |
| 第9弾                      | Claude Clawmark（）                     | 2023年10月26日 |
| 第10弾 「Denauth（）」     | Ryoma Barrenwort（凉舞 バレンウォート） | 2024年5月21日  |
| 第10弾 「Denauth（）」     | Klara Charmwood（）                     | 2024年5月21日  |
| 第11弾 「BY THE BEAT（）」 | Zeal Ginjoka（）                        | 2025年3月13日  |
| 第11弾 「BY THE BEAT（）」 | Freodore（）                            | 2025年3月13日  |
| 第11弾 「BY THE BEAT（）」 | Seible（）                              | 2025年3月13日  |
| 第11弾 「BY THE BEAT（）」 | Kaelix Debonair（）                     | 2025年3月13日  |

#### 過去の所属ライバー (NIJISANJI EN)
| 名前                           | 弾・デビュー時のユニット | 活動時期                       |
| ------------------------------ | ------------------------ | ------------------------------ |
| Pomu Rainpuff（）              | 第1弾 「LazuLight」      | 2021年5月12日 - 2024年1月20日  |
| Nina Kosaka（狐坂ニナ）        | 第3弾 「Ethyria」        | 2021年10月6日 - 2023年7月8日   |
| Reimu Endou（遠藤霊夢）        | 第3弾 「Ethyria」        | 2021年10月6日 - 2025年8月17日  |
| Mysta Rias（）                 | 第4弾 「Luxiem」         | 2021年12月17日 - 2023年8月27日 |
| Ike Eveland（）                | 第4弾 「Luxiem」         | 2021年12月17日 - 2025年4月30日 |
| Yugo Asuma（遊間ユーゴ）       | 第5弾 「Noctyx」         | 2022年2月22日 - 2022年12月14日 |
| Fulgur Ovid（）                | 第5弾 「Noctyx」         | 2022年2月22日 - 2025年5月5日   |
| Kyo Kaneko（金子 鏡）          | 第6弾 「ILUNA」          | 2022年7月20日 - 2024年2月17日  |
| Aster Arcadia（）              | 第6弾 「ILUNA」          | 2022年7月20日 - 2025年7月15日  |
| Hex Haywire（）                | 第7弾 「XSOLEIL」        | 2022年12月6日 - 2024年8月23日  |
| Kotoka Torahime（虎姫 コトカ） | 第7弾 「XSOLEIL」        | 2022年12月6日 - 2025年5月28日  |
| Kunai Nakasato（中里 苦無）    | 第9弾                    | 2023年10月26日 - 2024年9月21日 |
| Victoria Brightshield（）      | 第9弾                    | 2023年10月26日 - 2024年11月9日 |

| 名前                         | 弾・デビュー時のユニット | 活動時期                      |
| ---------------------------- | ------------------------ | ----------------------------- |
| Selen Tatsuki（セレン 龍月） | 第2弾 「OBSYDIA」        | 2021年7月14日 - 2024年2月5日  |
| Zaion LanZa（ランザー 罪恩） | 第7弾 「XSOLEIL」        | 2022年12月6日 - 2023年3月10日 |
| Twisty Amanozako（）         | 第10弾 「Denauth」       | 2024年5月21日 - 2025年6月21日 |

### 過去のグループ展開

#### にじさんじ上海/にじさんじ台北
2018年7月17日に上海・台北でオーディションを開始、現地企業と協力し各8名、計16人のライバーの募集を行った。同年8月より日本国外グループとして、「にじさんじ上海（二次三次上海）」、「にじさんじ台北（二次三次台北）」を立ち上げ活動を開始。2019年3月で業務提携を終了、その後「VEgo」に移籍。業務提携終了に伴い一部のメンバーが活動を終了したのち、2020年3月31日までに全メンバーが活動を終了した。
| 名前                           | 所属グループ・期           | 活動時期                                           |
| ------------------------------ | -------------------------- | -------------------------------------------------- |
| 缨偶（Yingou）                 | にじさんじ上海一期生       | 2018年8月24日 - 11月30日卒業                       |
| 希德尔                         | にじさんじ上海一期生       | 2018年8月24日 - 12月3日までに卒業                  |
| 山小狸（Limaoshan）            | にじさんじ上海一期生       | 2018年8月24日 - 12月30日卒業                       |
| 宫下真梨子（Miyashita Mariko） | にじさんじ上海一期生       | 2018年8月24日 - 2019年1月24日卒業                  |
| 梵项青（Fanxiangqing）         | にじさんじ上海一期生       | 2018年8月24日 - 2019年3月22日卒業                  |
| 安琪・菲（Angie）              | にじさんじ上海一期生       | 2018年8月24日 - 2019年3月31日卒業                  |
| 洛源安（Royuanan）             | にじさんじ上海一期生       | 2018年8月24日 - 2019年3月までに卒業                |
| 塞塔尼亚（Saitania）           | にじさんじ上海一期生 →VEgo | 2018年8月24日 - 2019年3月29日移籍（2019年6月卒業） |

| 名前                 | 所属グループ・期           | 活動時期                                               |
| -------------------- | -------------------------- | ------------------------------------------------------ |
| 濛濛（、Monmon）     | にじさんじ台北一期生       | 2018年8月24日 - 2019年2月24日卒業                      |
| 艾特勒斯（、Atles）  | にじさんじ台北一期生 →VEgo | 2018年8月24日 - 2019年3月29日移籍（2019年4月10日卒業） |
| 黛樂琪（、Dailechi） | にじさんじ台北一期生 →VEgo | 2018年8月24日 - 2019年3月29日移籍（2019年4月24日卒業） |
| 陳框框（、Kuang）    | にじさんじ台北一期生 →VEgo | 2018年8月24日 - 2019年3月29日移籍（2019年4月30日卒業） |
| 小早川奈奈（）       | にじさんじ台北一期生 →VEgo | 2018年8月24日 - 2019年3月29日移籍（2019年6月3日卒業）  |
| 糜粉棠（、Mifentan） | にじさんじ台北一期生 →VEgo | 2018年8月24日 - 2019年3月29日移籍（2019年7月12日卒業） |
| 霞露凜（、Siarurin） | にじさんじ台北一期生 →VEgo | 2018年8月24日 - 2019年3月29日移籍（2020年2月8日卒業）  |
| 塔綾絲（、Talency）  | にじさんじ台北一期生 →VEgo | 2018年8月24日 - 2019年3月29日移籍（2020年3月31日卒業） |

#### NIJISANJI ID
2019年7月19日よりインドネシアでのVTuber事業「NIJISANJI id」を始動、ライバーオーディションを実施することが発表された。同年9月より活動を開始。同年11月にオーディション第2弾を開催、2020年2月に第3弾オーディション開催。名称は当初「NIJISANJI id」であったが、2019年12月26日よりグループ名を大文字に変更している。2022年2月17日、ANYCOLORは韓国VTuber事業「NIJISANJI KR」とともに、日本国内バーチャルライバーグループ「にじさんじ」と統合することを発表。2022年4月15日に統合された。

#### NIJISANJI IN
2019年11月よりインドでのVTuber事業「NIJISANJI IN」を始動。2020年6月22日よりインドだけではなく英語圏VTuberグループに対象を拡大し、グループ名を「NIJISANJI EN」に変更したが、2020年11月27日に「NIJISANJI IN」に再改名された。2021年4月30日を以て所属ライバーの卒業及びNIJISANJI INの活動休止となった。
| 名前       | 弾     | 活動時期                      |
| ---------- | ------ | ----------------------------- |
| Aadya（）  | 一期生 | 2020年1月23日 - 2021年4月30日 |
| Vihaan（） | 一期生 | 2020年1月23日 - 2021年4月30日 |
| Noor（）   | 一期生 | 2020年1月23日 - 2021年4月30日 |

#### NIJISANJI KR
2019年12月より韓国でのVTuber事業「NIJISANJI KR（니지산지 KR）」を始動。2020年1月に韓国の「KOYOI ENTERTAINMENT & CONTENTS」 (541 E&C) からの移籍を含む1期生10名がデビュー。2020年2月に第2弾オーディション開催。2022年2月17日、ANYCOLORはインドネシアVTuber事業「NIJISANJI ID」とともに、日本国内バーチャルライバーグループ「にじさんじ」と統合することを発表。2022年4月15日に統合が実施された。

##### 過去の所属ライバー (NIJISANJI KR)
| 名前                     | 期    | 活動時期                                                               |
| ------------------------ | ----- | ---------------------------------------------------------------------- |
| 유루리（、Yu Ruri）      | 1期生 | 2020年1月23日 - 7月17日                                                |
| 위피（、Wiffy）          | 1期生 | 2020年1月23日 - 11月15日                                               |
| 신유야（、Shin Yuya）    | 1期生 | 2020年1月23日 - 2021年6月14日                                          |
| 모아린（、Moarin）       | 1期生 | 2020年1月25日に「541 E&C」より移籍 - 2月28日（2018年11月8日活動開始）  |
| 카엔（、Kaen）           | 1期生 | 2020年1月25日に「541 E&C」より移籍 - 7月17日（2019年4月29日活動開始）  |
| 로로（、Lorou）          | 1期生 | 2020年1月25日に「541 E&C」より移籍 - 7月17日（2019年8月26日活動開始）  |
| 백연（、Hakuren 白恋）   | 1期生 | 2020年1月25日に「541 E&C」より移籍 - 7月17日（2019年11月22日活動開始） |
| 이시우（、Siu Lee）      | 2期生 | 2020年5月22日 - 2022年3月20日                                          |
| ヌン・ボラ（、Bora Nun） | 3期生 | 2020年7月31日 - 2021年11月30日                                         |
| 신기루（、Kiru Shin）    | 4期生 | 2020年10月9日 - 2022年3月31日                                          |
| 고야미（、Ko Yami）      | 6期生 | 2021年8月25日 - 2022年2月20日                                          |
| 이온（、Lee On）         | 6期生 | 2021年8月25日 - 2022年3月30日                                          |

## トラブル
2019年3月12日、同月8日に活動を開始した男性ライバー真堂雷斗が複数の契約違反行為を行ったとして、契約解除とYouTubeチャンネル・Twitterアカウントの削除が運営から発表された。契約違反の内容は発表されなかった。
2020年10月19日、所属ライバーの金魚坂めいろが契約違反を行ったとして契約解除したと発表された。社外のVtuberによるリーク動画が投稿され、その内容が金魚坂本人しか知り得ない情報だったことから情報漏えいが発生したと断定した。10月21日ににじさんじ公式Twitterにて公表できる範囲で契約解除に至った経緯が発表された。
2025年2月12日、ANYCOLORは、2024年2月1日‐9月末日までに届いていた鈴谷アキ宛てのファンレターを、社内の管理不備により12月末のオフィス整理の際に誤って廃棄していたことを報告し、謝罪した。

### 所属ライバーに対する誹謗中傷・権利侵害
2020年9月1日に｢攻撃的行為及び誹謗中傷行為対策チーム｣と通報窓口を設置。
2021年12月30日、所属ライバーの夢月ロアはデマを流した人物の特定を弁護士を通じて進めていることを明らかにした。前述の金魚坂めいろの件について別のVTuberによって夢月ロアを批判する動画が公開されており、夢月ロアは2020年10月から活動を休止していた。
2022年12月5日、ホロライブプロダクションなどを運営するカバーと共同で、｢誹謗中傷の根絶｣を行うための連携を発表した。
2023年2月1日、所属ライバーの勇気ちひろへの誹謗中傷被害に対して示談が成立したことが報告された。損害賠償額は120万円。期日までに支払いがない場合は約370万円となる。
2023年5月25日、所属ライバーへのプライバシー権侵害行為を行った発信者の情報開示請求が認められ、損害賠償金300万円以上での示談が成立したと発表した。
2024年9月2日、ANYCOLORは公式サイトを通じて、外部音楽家による所属ライバーの権利侵害行為に対して法的対応を実施することを発表した。同日、音楽家のYABは、自身のSNSを通じ謝罪の声明を発表した。
2024年10月31日、攻撃的行為及び誹謗中傷行為対策チームの2023年11月1日から2024年10月31日までの活動で、名誉毀損などの誹謗中傷、プライバシー侵害、わいせつな意図での著作権侵害のほか、殺害予告、ストーカー、荒らし行為など124件に対処したことが報告された。